# マルゲリータ (政党)

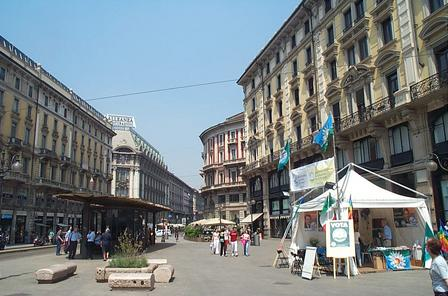
2004年の欧州議会選挙でキャンペーンをする。（ミラノにて）

マルゲリータ・民主主義とは自由（マルゲリータ・みんしゅしゅぎとはじゆう、イタリア語: Democrazia è Libertà - La Margherita, "DL"）は、かつて存在したイタリアの政党である。「マルゲリータ」はイタリア語でヒナゲシを意味する。

## 概要
2000年、次期総選挙に向けて与党の中道左派連合「オリーブの木」内の旧・キリスト教民主主義出身勢力を中心に左翼勢力の影響力を抑え、保守・中道右派勢力への浸透を図るため、連合内連合を目指す動きが起こった。
キリスト教左派政治勢力は、ローマ市長であったフランチェスコ・ルテッリを代表とする政党連合「マルゲリータ」を発足させた。ルテッリは「オリーブの木」最大政党・左翼民主主義者（DS）の支持を受け「オリーブの木」の首相候補となった。しかし2001年の総選挙ではシルヴィオ・ベルルスコーニに率いる中道右派連合「自由の家」に敗北した。
2002年、下野をきっかけに「マルゲリータ」所属政党は中道勢力の再編成を目指してイタリア人民党（PPI）、民主主義者、欧州民主連合、イタリア刷新（RI）が合流、新党「マルゲリータ」を結成した。
2007年、民主党結成に伴い解散した。

## 理念
マルゲリータの党首は元ローマ市長のフランチェスコ・ルテッリであり、2001年の総選挙においても首相候補として選挙に臨んだ。
彼らは中道リベラル路線であり、オリーブの木の参加政党である。また欧州議会において、民主党は欧州自由民主改革党 (ELDR) に、イタリア人民党は欧州人民党 (EPP) にそれぞれ加盟していた。2004年の欧州議会選挙後、統合された両党は ELDR と EPP のどちらにも加わらず、フランスのUDFなどと共に欧州民主党 (EDP) を結成した。欧州民主党はさらに欧州自由民主連盟を結成した。

## 派閥
マルゲリータ党内には2つの主流派の派閥があった。
ルテッリ派（Rutelliani）
イタリア人民党の中核メンバー。フランコ・マリーニ、チリアーコ・デ・ミータ、ダリオ・フランチェスキーニら
ルテッリ自身のグループ。パオロ・ジェンティリオーニ、ロベルト・ジャッケッティ、エルメテ・レアラッチ、ジャンニ・ベルネッティなど（急進派、緑の党、民主党それぞれのリーダーについてきた者が多い）
プローディ派（Prodiani）
民主主義者の中核メンバー。アルトゥロ・パリシ、マリーナ・マジステッリ、エンゾ・ビアンコ、ウィレル・ボルドン、アントニオ・マッカニコら
イタリア人民党のメンバーのプローディ支持者。ピエルルイジ・カスタニェッティ、ロージー・ビンディ、エンリコ・レッタら
ルテッリ派はより社会的に保守的でカトリック志向であり、世俗主義でなければプローディの人気に頼る手法は大きな例外となりそうだが、アルトゥロ・パリシの派はよりリベラルであった。

## 出身政党別のメンバー
キリスト教民主主義
- チリアーコ・デ・ミータ（元首相）
- フランコ・マリーニ
- ジェラルド・ビアンコ
- エンリコ・レッタ
- ピエルルイジ・カスタニェッティ
- ダリオ・フランチェスキーニ
- ニコラ・マンチーノ（元上院議長）
- ロージー・ビンディ（元保健相）

自由党
- ランベルト・ディーニ（元首相、イタリア刷新党首）
- ナターレ・ダミコ
- ヴァレリオ・ザノーネ

共和党
- エンゾ・ビアンコ（元内相）
- アントニオ・マッカニコ
- エリオ・ロスターニョ

社会党
- ティチアーノ・トレウ（元労働相）
- エンリコ・マンカ
- ピエルルイジ・マンティーニ

緑の党
- フランチェスコ・ルテッリ（元党首、元ローマ市長）
- エルメテ・レアラッチ
- ジャンニ・ベルネッティ

急進党
- フランチェスコ・ルテッリ（1980年代の党首）
- ロベルト・ジャケッティ

共産党
- マッシモ・カッチャーリ（元ヴェネツィア市長）
- ウィレル・ボルドン